# Motoko Fujimoto
Motoko Fujimoto, född den 25 december 1980 i Fukuoka, är en japansk softbollspelare.
Hon tog OS-guld vid de olympiska softboll-turneringarna vid olympiska sommarspelen 2008 i Peking.